# رشاد رشدي
كاتب مسرحي مصري 1912-1983 م

## حياته
ولد رشاد رشدى بمدينة القاهرة عام 1912. والتحق بمدرسة شبرا الابتدائية ثم مدرسة الأمير فاروق الثانوية ثم جامعة القاهرة حيث نال منها دبلوم معهد التربية العالي وحصل على دكتوراه في الأدب الإنجليزي من جامعة ليدز بإنجلترا.
بعد عودته من إنجلترا عمل رشاد رشدي مدرسا ثم عُيّن ناظرا لمدرسة النقراشي ثم أستاذاً في كلية الاداب جامعة القاهرة ورئيسا لقسم الأدب الإنجليزي في جامعة القاهرة وظلَّ بهذا المنصب لمدة 22 عاما. عُيّن عام 1975 رئيس المعهد العالي للفنون المسرحية ورئيس أكاديمية الفنون. كما عمل رئيسا لمسرح الحكيم.
أما بالنسبة لعمله بالصحافة فقد كان رئيس تحرير مجلة المسرح من عام 1960 إلى 1966 ثم انتقل إلى مجلة الجديد في عام 1973 وظلَّ بها حتى وفاته.
عمل مستشارا للرئيس أنور السادات للأدب.

## أقواله
حبه للمسرح والصحافة أثر وغلب على أدبه وظهر ذلك منذ أول كتابته المسرحية الفراشة والتي بعدها صار المسرح لهكما يقول «حبي الأول ولا يسعدني شيء مثل كتابته». ومن أقواله أيضا «لقد مررت في حياتي المتجددة الأطراف بتجارب كثيرة ولكن إذا سألني سائل ماذا خرجت أو سوف أخرج في هذه الحياة فسوف يكون جوابي حب الله وحب الجمال في كل ما صنعه الله وصنعه الإنسان».

## مؤلفاته
كتب بعض القصص والدراسات إلا أن كتابته المسرحية فاقت كل مؤلفاته وكان من أهم مسرحياته:
- الفراشة 1960
- لعبة الحب 1960
- خيال الظل 1965
- بلدي يا بلدي 1968
- نور الظلام 1968
- محاكمة عم أحمد الفلاح 1974
- رحلة البحث عن الله 1975
- عيون بهية 1976

## من أهم الدراسات التي قام بها
- المدخل إلى النقد 1948
- فن القصة القصيرة 1959
- فن الدراما 1968
- ما هو الأدب 1971
- النقد والنقد الأدبي 1971
- البحث عن الزمن 1990 (نشرت بعد وفاته)

## من قصصه
- عربة الحريم 1954
- بحور الحب لا تعرف الغرق 1984 (نشرت بعد وفاته).